# Triplachne
Triplachne là một chi thực vật có hoa trong họ Hòa thảo (Poaceae).

## Loài
Chi Triplachne gồm các loài: